# Pseudepipona disconotata
Pseudepipona disconotata är en stekelart som först beskrevs av Martin Lichtenstein.  Pseudepipona disconotata ingår i släktet Pseudepipona och familjen Eumenidae. Inga underarter finns listade i Catalogue of Life.